# デヴィッド・サパートン
デヴィッド・サパートン（英語: David Saperton、1889年10月29日 - 1970年7月5日）は、アメリカのピアニスト。本名はデヴィッド・サピールスタイン（David Sapirstein）。

## 生涯
出生から修学期
1889年、ピッツバーグの医師の家に生まれた。テノール歌手だった祖父に6歳の頃から音楽の手ほどきを受け、8歳の時にレオポルド・ゴドフスキーに見い出されてオーギュスト・スパナスに師事することとなった。また、フェルッチョ・ブゾーニのマスター・クラスに参加し、ラファエル・ジョセフィのレッスンも受けた。
15歳の時にカーネギー・ホールでフレデリック・ショパンのピアノ協奏曲を弾いてデビューを果たした。その後もドイツに渡ったスパナスの下で研鑽に励み、1908年にはベルリンでジェラルディン・ファーラーとジョイント・リサイタルを開いて好評を博した。
米国帰国後
1912年にアメリカに戻り、1918年までコンサート・ピアニストとして活動した。その後は表立った演奏活動を行わなくなる。1924年にゴドフスキーの娘で無声映画スターのダグマールと結婚してからは、義父の作品研究に没頭した。その後、ヨゼフ・ホフマンと共にカーティス音楽院でピアノを教えたが、1938年にホフマンが音楽院の校長職を解かれると共に解雇されている。その後は個人でピアノ教師として活動した。門下にはホルヘ・ボレット、ジュリアス・カッチェン、シューラ・チェルカスキー、アビー・サイモンらがいる。
1970年7月5日にボルティモアにて他界した。